# (31320) 1998 HX2
1998 إتش أكس 2 (ويعرف أيضًا باسم (31320) 1998 إتش أكس 2 وفق تسمية الكوكب الصغير) (بالإنجليزية: 1998 HX2)‏ هو كويكب ضمن حزام الكويكبات؛ وترتيبه 31320 من حيث الاكتشاف.
اكتُشف هذا الجُرم الفلكي بواسطة بحث لنكولن عن الكويكبات القريبة من الأرض في 21 أبريل 1998.

## وصلات خارجية
- (31320) 1998 HX2 في قاعدة بيانات مختبر الدفع النفاث لأجرام النظام الشمسي الصغيرة

- الاكتشاف · مخطط المدار ·  العناصر المدارية · المعلمات المادية

- (31320) 1998 HX2 على موقع ويكي سكاي: DSS2, SDSS, GALEX, IRAS, Hydrogen α, X-Ray, Astrophoto, Sky Map, Articles and images